# 保罗·冯·兴登堡
保罗·冯·兴登堡，全名保罗·路德维希·汉斯·安东·冯·贝内肯多夫和冯·兴登堡（德語：Paul Ludwig Hans Anton von Beneckendorff und von Hindenburg，德語發音：[ˈpaʊl ˈluːtvɪç hans ˈantoːn fɔn ˈbɛnəkn̩dɔʁf ʔʊnt fɔn ˈhɪndn̩bʊʁk] ⓘ；1847年10月2日—1934年8月2日），出生于德意志帝国波森（今位於波兰），逝世于德国東普魯士诺伊德克，第一次世界大战期间担任德国總參謀部總參謀長，軍階為陆军元帥。
在第一次世界大战结束后的威瑪共和國时期担任第二任聯邦大總統（1925年-1934年），也是德國迄今為止唯一一位全民直接選舉產生的總統。

## 早年經歷
兴登堡出生于普鲁士王国波森省波森（今波兰波兹南），是普鲁士容克贵族汉斯·罗伯特·路德维希·冯·贝内肯多夫-冯·兴登堡（Hans Robert Ludwig von Beneckendorff und von Hindenburg，1816–1902）与其妻路易丝·施维卡特（Luise Schwickart，1825–1893）的儿子。路易丝是医生卡尔·路德维希·施维卡特与其妻尤莉·默尼希（Julie Moennich）之女。兴登堡的祖父母是奥托·路德维希·法迪·冯·贝内肯多夫-冯·兴登堡（Otto Ludwig Fady von Beneckendorff und von Hindenburg，1778–1855）与其妻埃莉奥诺雷·冯·布雷德法迪（Eleonore von Brederfady，卒于1863）。通过祖父家族，兴登堡可追溯至瓦尔德克伯爵海因里希六世（Heinrich VI von Waldeck）的一位私生女后裔。
兴登堡还有三位年幼的兄弟姐妹，分别是奥托（生于1849年）、伊达（生于1851年）和伯恩哈德（生于1859年）。全家信奉路德宗，属于普鲁士福音教会（Evangelische Kirche in Preußen），该教会自1817年起融合了加尔文宗与路德宗信徒。
兴登堡对自己的家族感到自豪，并能够将祖先追溯至1289年。家族中的双姓“冯·贝内肯多夫-冯·兴登堡”（von Beneckendorff und von Hindenburg）是在1789年为继承一笔遗产而采用的，虽然在正式文件中使用双姓，但在日常生活中家族成员通常只被称为“冯·贝内肯多夫”。
秉承家族传统，兴登堡的父亲以步兵军官的身份维持家庭生计，最终以少校军衔退役。每年夏季，全家都会前往东普鲁士的諾伊德克（Neudeck）——位于兴登堡祖父所拥有的兴登堡庄园度假。
兴登堡11岁时进入瓦尔施塔特少年军官学校（今波兰莱格尼基波列）。{{sfn|来源|1}} 16岁时，他被转入位于柏林的军官学校。18岁时，他成为已故普鲁士国王腓特烈·威廉四世遗孀的侍从官。军校毕业生入伍前需由普鲁士国王威廉一世接见，国王会询问他们父亲的姓名与军衔。兴登堡后来成为第三近卫步兵团的一名少尉。

## 普軍服役

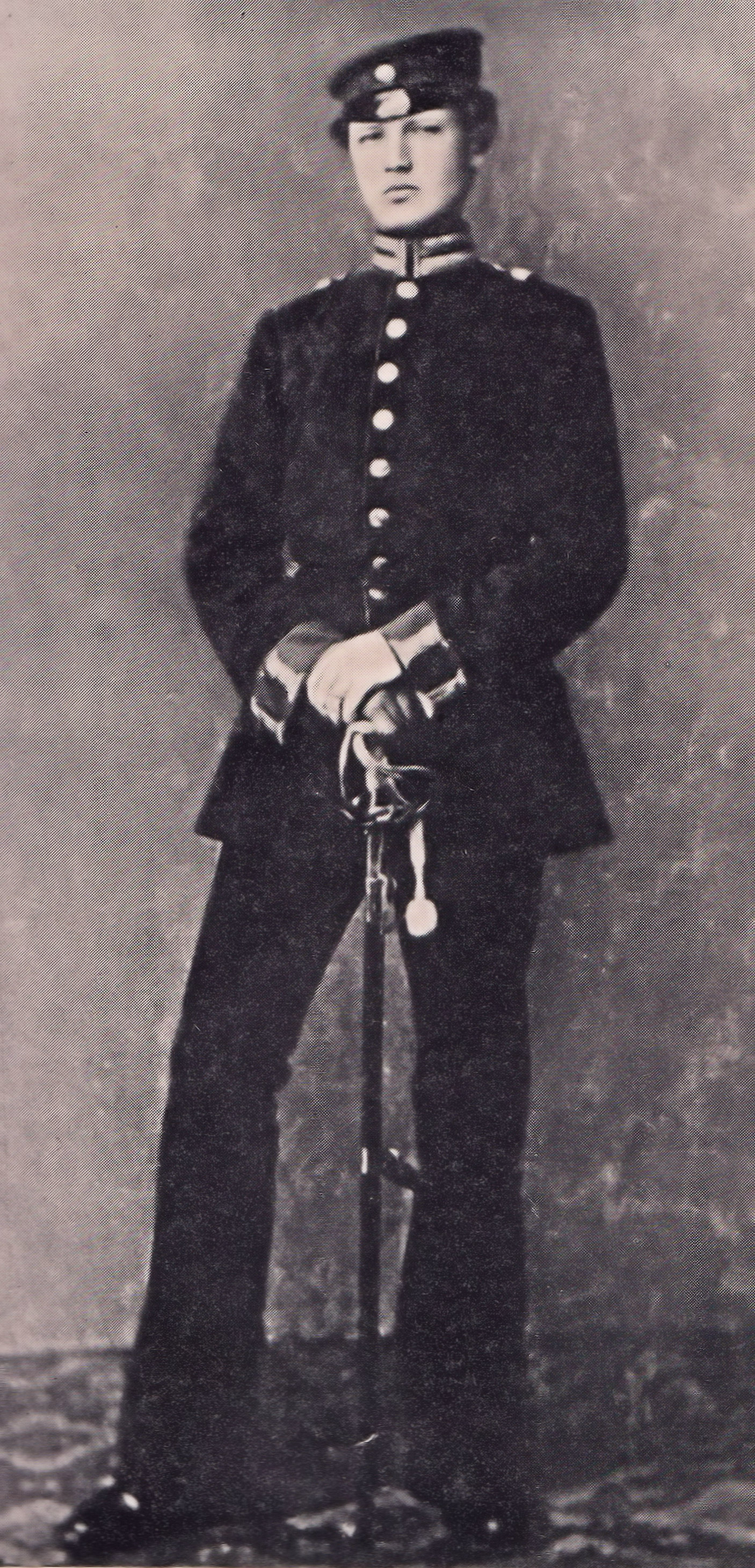
1870年，兴登堡作为第三近卫步兵团中尉

### 两次參戰
1866年普奥战争爆发时，兴登堡写信给父母：“我为这光明的未来而欣喜。对士兵而言，战争才是常态……如果我阵亡，那将是最光荣、最美丽的死亡。”在决定性的萨多瓦战役（柯尼希格雷茨战役）中，他的头盔被子弹击穿并擦伤头骨，短暂失去意识；但他很快恢复，用毛巾包住头部，继续指挥部队作战，并因此获得勋章。 1870年普法战争爆发时，他已是营副官。经过数周行军，他所属的近卫军团进攻了圣普里瓦村（靠近梅斯），在缓坡上遭遇法军装备的夏瑟波步枪猛烈射击。经过四小时战斗，普鲁士炮兵抵达并轰击法军阵地，步兵随之以所谓“神圣的战斗欲望” 冲破敌军防线。他所在的团伤亡高达1096人，他本人随后升任团副官。在色当战役中，近卫军团作为观战部队未直接参战，之后几个月则参与了对巴黎的围城战。1871年1月18日德意志帝国在凡尔赛宫宣布成立时，兴登堡作为其部队代表出席典礼。当时他身高1.98米，体格健壮，双眼湛蓝，形象极为威严。 法国投降后，他远距离目睹了巴黎公社的镇压过程。

### 总参谋部

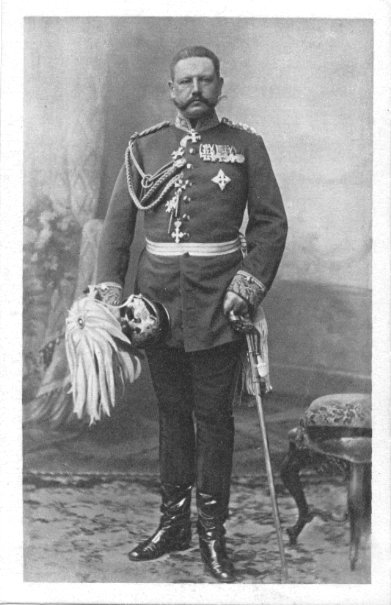
1897年，兴登堡任德军总参谋部少将

1873年，他通过了竞争激烈的入学考试，进入位于柏林的普鲁士战争学院（Kriegsakademie）学习。 经过三年学习后，成绩优异的他被分派至德意志帝国总参谋部任职。1878年晋升上尉，调至第2军参谋部。他于1879年迎娶将军奥斯卡·冯·斯佩尔林之女——聪慧贤淑的格特鲁德·冯·斯佩尔林（1860–1921）。两人育有三名子女：女儿伊尔门加德（1880年生）、安娜玛丽亚（1891年生），以及儿子奥斯卡·冯·兴登堡（1883年生）。此后他指挥一支步兵连，部下多为波兰人。
1885年，他调回总参谋部，并晋升为少校。他所在部门由阿尔弗雷德·冯·施里芬伯爵领导，后者以研究包围战闻名，如坎尼战役，并提出施里芬计划来包围法军。兴登堡还在战争学院教授战术课程五年。1885年军演中，他首次与后来的德皇威廉二世见面，次年军事演习中他指挥“俄国军队”一方，再次与皇帝相遇。1888年，他参与总参年度骑行活动，熟悉了东普鲁士的湖泊与沙地地形。翌年他调任德意志帝国战争部，编写野战工程与重炮使用规范，后来在一战中被广泛使用。1891年晋升中校，1893年晋升上校并指挥步兵团，1896年任第8军参谋长。

### 期滿退役
1897年，兴登堡晋升为少将（相当于英美的准将），1900年晋升中将（相当于少将），指挥第28步兵师。五年后，他被任命为驻马格德堡的第4军军长，军衔为步兵上将。通过年度军演，他学会了如何指挥大规模部队；在1908年的演习中，他甚至击败了由皇帝亲自指挥的军团。 1909年，施里芬曾推荐他接任总参谋长，但最终职位由小毛奇（Helmuth von Moltke the Younger）获得。他于1911年退休，“让位于更年轻的人”。 他在军中服役46年，其中14年供职于总参谋部。在整个军旅生涯中，兴登堡始终没有政治抱负，坚定地拥护君主制。

## 一戰崛起

### 1914年

#### 臨危受命

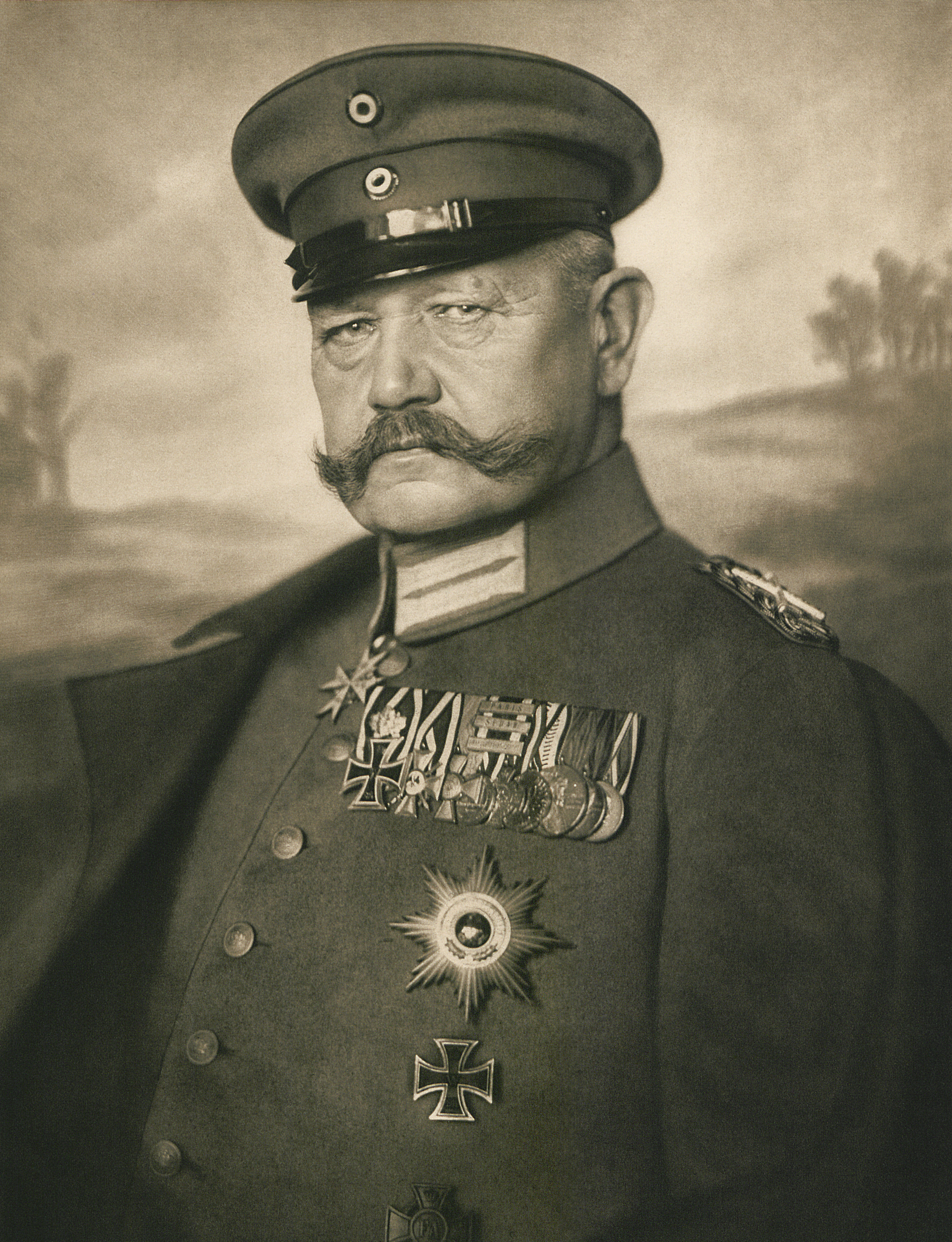
兴登堡元帅，摄于1914年

第一次世界大战爆发时，兴登堡正退休居于汉诺威。由于东普鲁士战役中俄军的成功导致德国指挥系统遭清洗，8月22日，德国战时内阁与最高统帅部（Oberste Heeresleitung，OHL）任命他为驻东普鲁士的第8集团军总司令，由埃里希·鲁登道夫将军担任参谋长。由于第八集团军在贡宾嫩战役中败给了俄军第1集团军，俄军第2集团军在亚历山大·萨姆索诺夫将军指挥下正从南方推进至维斯瓦河，集团军面临合围之危。指挥官马克西米连·冯·普里特维茨一度惊慌失措，告知最高统帅部准备将部队撤回西普鲁士。德军总参谋长、上将小赫尔穆特·冯·毛奇迅速将其解职，改由兴登堡接任。

#### 坦能貝格
8月23日，兴登堡与鲁登道夫抵达马里恩堡，由中校马克斯·霍夫曼率领的第8集团军参谋部成员接见。霍夫曼是俄军问题专家，他提出调动集团军部分兵力南下，攻击俄军第二集团军暴露的左翼。兴登堡同意霍夫曼的部署，授权鲁登道夫将大部分兵力南调，仅留两支骑兵旅牵制北方的俄军第一集团军。兴登堡称，驻守边境的德军虽“兵线稀薄，但非弱兵”，因他们是在保卫家园。他认为，若俄军第二集团军压力过大，德军将逐步后撤，以拖延敌军至德军两翼完成合围并歼灭之。战斗前夜，兴登堡在条顿骑士团堡垒残垣徘徊，回忆1410年坦能堡战役中条顿骑士团被斯拉夫人击败的往事。

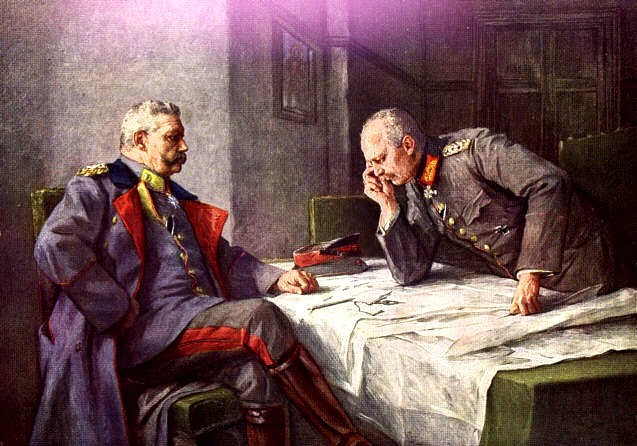
兴登堡与鲁登道夫在坦能堡战役中的描绘，画家为雨果·福格尔

8月25日晚，兴登堡对参谋说：“诸位，我们准备周全，今晚可以安然入睡。”战斗当日，他从山头观看战局，德军中路逐渐后退，突然右翼炮声隆隆，标志着对俄军两翼的突袭开始。最终，坦能堡战役导致俄军第2集团军全军覆没，9.2万人被俘，缴获火炮400门，而德军仅伤亡1.4万人。英国元帅第一代艾恩赛德男爵埃德蒙·艾恩赛德称此为“本战中所有参战方所遭受的最惨重失败”。为充分利用胜利的宣传效果，兴登堡建议将此役命名为“坦能堡战役”，以象征“为1410年条顿骑士团败于波兰与立陶宛骑士之战复仇”，尽管战场并不在原坦能堡。
此役后，兴登堡将第八集团军调转，面对俄军第一集团军。他拒绝沿线正面进攻，而采取“主攻点”（Schwerpunkte）战术，即局部集中突破。随后在第一次马祖里湖战役中，两处“主攻点”向东突破，对保罗·冯·伦纳坎普夫率领的俄军形成合围。尽管伦纳坎普夫设法撤退了约100 km（62 mi），但损失惨重。战争最初六周，俄军已损失逾31万人。约80万东普鲁士难民得以返回家园，相较于西线因施里芬计划失败所陷入的血腥僵局，德军东线表现格外耀眼。

#### 与鲁登道夫的合作

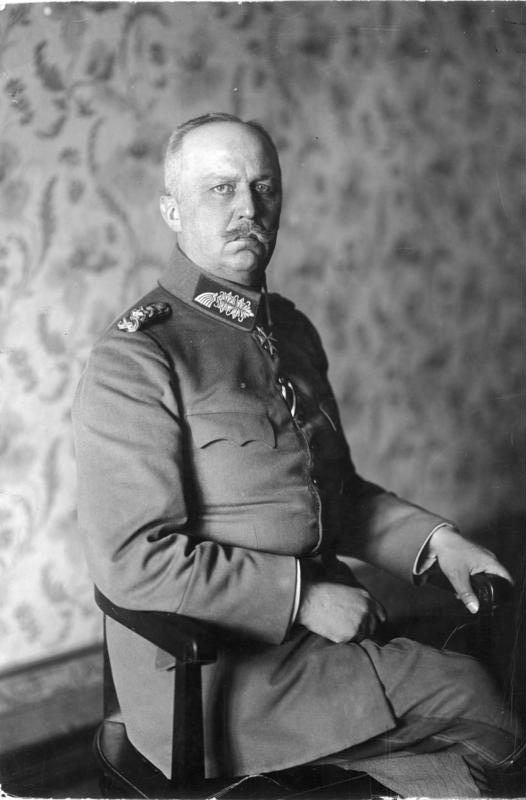
埃里希·鲁登道夫，兴登堡的东线参谋长，全战期间的合作伙伴

兴登堡与鲁登道夫在1914年东线的成功合作，标志着他们军事与政治伙伴关系的开端，直至战争结束。几个月后，兴登堡写信给皇帝：“[鲁登道夫] 已成为我忠实的顾问与朋友，我对他完全信任，无人可以替代。”尽管两人性格迥异，年长的兴登堡沉稳果断，与鲁登道夫充沛的精力与战术才智形成完美互补。鲁登道夫曾两次因紧张欲改变坦能堡作战计划，均被兴登堡私下劝说稳定情绪。

#### 保卫西里西亚
在波兰维斯瓦河东岸，俄军正在集结新部队，由于河流屏障，暂时未受攻击；集结完毕后将西进入侵西里西亚省。为阻止俄军入侵，兴登堡率军挺进波兰，占领维斯瓦河北岸。总司令部设于西普鲁士波兹南，由鲁登道夫与霍夫曼协助。俄军试图渡河发动维斯瓦河战役，德军固守不退，但俄军转而从奥匈军防区突破。兴登堡下令撤退并破坏铁路与桥梁，使俄军难以越过其铁路节点以西120 km（75 mi）的地域，无法威胁德国本土。
1914年11月1日，兴登堡被任命为东线总司令（Ober Ost），晋升为元帅。面对俄军再次向西里西亚进攻，兴登堡将第九集团军铁路转运北上托伦，并从第八集团军调来两个军支援。11月11日，在暴风雪中，他的部队奇袭俄军侧翼，爆发激烈的罗兹战役，粉碎了俄军对西里西亚的直接威胁，并夺取波兰第二大城市。

### 1915年

#### 与法尔肯海因的分歧

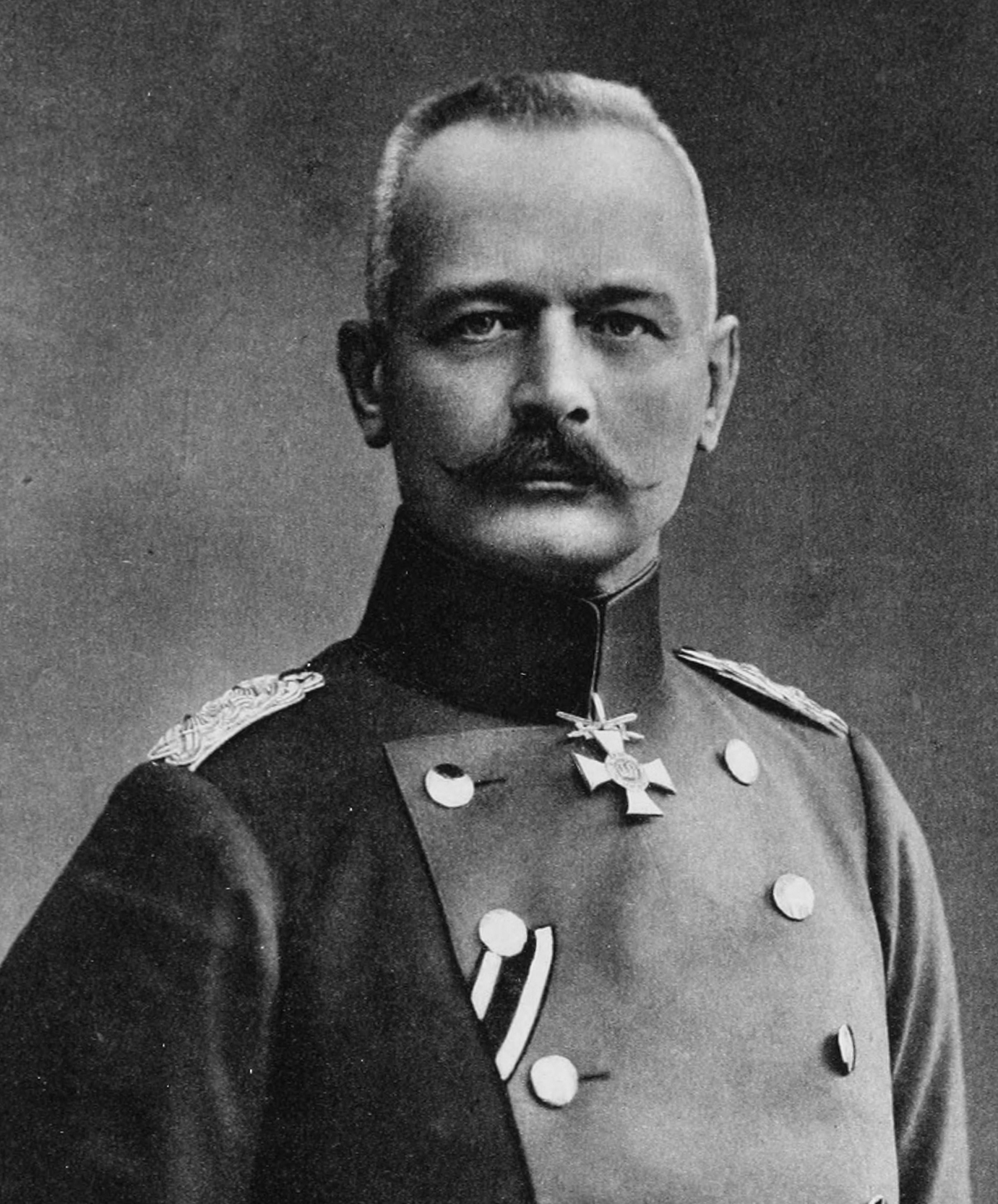
埃里希·冯·法尔肯海因大将，德国总参谋部参谋总长（1914–1916年）

兴登堡认为，俄军依旧装备极其拙劣——有些士兵甚至仅配有长矛——目前正深陷波兰庞大的突出部，可借由一场“锅炉式”包围战予以歼灭：一支从东普鲁士向南推进的钳形攻势，配合一支从加利西亚北上、依靠机动车辆迅速行动的钳形攻势，便可完成包围，尽管俄军兵力是德军的三倍。兴登堡认为如此压倒性的胜利将可能终结东线战事。然德国总参谋部总长埃里希·冯·法尔肯海因断然否定，称之为幻想。但在鲁登道夫与霍夫曼的催促下，兴登堡整个冬季不断向皇帝施压推动其战略，同时其宣传官动员石勒苏益格-荷尔斯泰因的奥古斯塔·维多利亚皇后与德国皇储威廉等名流“从背后捅皇帝一刀”。皇帝最终折中处理：保留法尔肯海因为最高统帅部负责人，但撤其普鲁士战争部长之职。作为报复，法尔肯海因将兴登堡部分部队划归巴伐利亚的利奥波德亲王麾下新成立的集团军，同时将鲁登道夫调至德奥联合的南方集团军。对此，兴登堡与鲁登道夫以辞职相威胁，最终使鲁登道夫恢复其在兴登堡麾下的职位。

#### 东普鲁士与波兰的反击
鲁登道夫复职后，向兴登堡呈交一份令人沮丧的盟军部队评估：奥匈军已损失大量职业军官，并被逐出其在加利西亚和洛多梅里亚王国的大部分控制区，即昔日瓜分波兰的一部分。与此同时，俄军正经由喀尔巴阡山脉隘口从加利西亚不断推进至匈牙利。为遏制俄军回升的攻势，法尔肯海因命令兴登堡指挥第九集团军在波兰发动未果攻势，同时新组建的德意志帝国第10集团军亦在北方展开攻势，但仅取得局部进展。挫败之后，兴登堡将临时司令部设于因斯特堡，并策划通过第十集团军自北、与第八集团军自南对俄军在东普鲁士的残余据点进行钳形夹击。该攻势于2月7日展开，兴登堡部成功合围整个军团，在第二次马祖里湖战役中俘虏超过10万俄军士兵。
不久后，兴登堡与鲁登道夫在中欧同盟国的戈尔利采-塔尔努夫攻势中扮演关键角色。随着奥匈佩雷梅希尔要塞于3月23日陷落，奥匈最高统帅部提议联合打击俄军右翼，以图将其逐出喀尔巴阡山脉。法尔肯海因同意计划，将OHL迁往普什奇纳城堡，同时组建奥古斯特·冯·马肯森元帅指挥的集团军，由新成立的德意志帝国第11集团军与奥匈第4集团军组成。随着马克森在戈尔利采与塔尔努夫间突破俄军防线，兴登堡的第九与第十集团军发动佯攻，威胁北方里加。这是战中最成功的骑兵战役之一，三个骑兵师东进至库尔兰，该地临近波罗的海，为一片贫瘠沙地。随后，这些战果由兴登堡新组建的涅曼集团军接手，该军以涅曼河命名。
6月，德国最高统帅部命令兴登堡对波兰发动布格-纳雷夫攻势，目标为华沙北方的纳雷夫河。兴登堡组建高尔维茨集团军，以其指挥官马克斯·冯·高尔维茨命名。高尔维茨是兴登堡挑选的多位能将之一，兴登堡亦亲驻集团军司令部以备不时之需。（柏林批准后，该集团军升格为德意志帝国第12集团军。）在炮兵天才中校格奥尔格·布鲁赫米勒指挥下，经短暂而猛烈的轰炸，该集团军击破俄军防线，俄第1集团军三分之一兵力在头五小时即伤亡。此后兴登堡频频倚重布鲁赫米勒。俄军被迫撤至纳雷夫河彼岸。然而这类正面猛攻代价惨重：至8月20日，高尔维茨已损兵6万人。

#### 撤出波兰

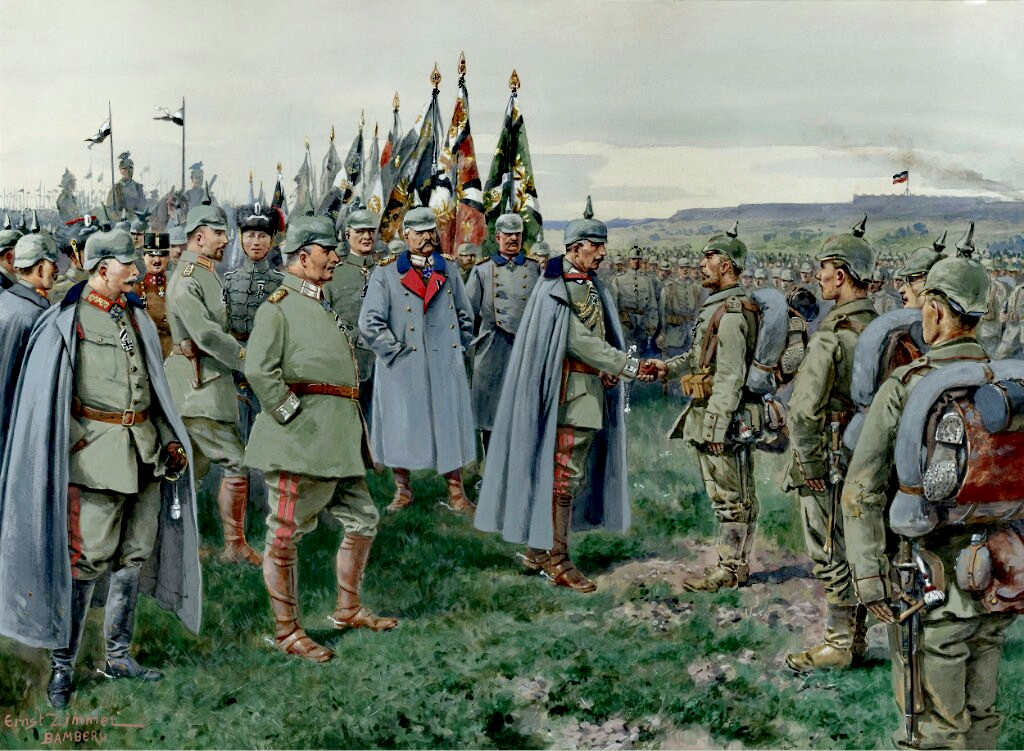
皇帝向新格奥尔基耶夫斯克的英雄颁发铁十字勋章（恩斯特·齐默绘）

随着俄军从波兰突出部撤退，法尔肯海因坚持继续追击进入立陶宛。然而，兴登堡与鲁登道夫对此极为不满。兴登堡事后回忆，他认为这是“一场追击者比被追击者更疲惫的行动”。
6月1日，兴登堡指挥涅曼集团军与第十集团军向库尔兰发起攻击，企图包围防守部队。然而此计划最终被俄第五集团军指挥官挫败——他违抗命令，撤至保护里加的防御阵地。
尽管在拉脱维亚受挫，兴登堡与鲁登道夫在东线继续取得胜利。8月，德军攻陷新格奥尔基耶夫斯克要塞，大量俄国史料将其称为俄国皇军历史上最耻辱的一页。德第十集团军围攻位于涅曼河畔、由多座要塞环绕的立陶宛城市考纳斯，并于8月17日攻占之，缴获火炮1300门与近百万枚炮弹。8月5日，兴登堡麾下部队整编为“兴登堡集团军”，随后在激烈巷战后占领格罗德诺，但因铁路运力不足，未能及时增援部队以围歼俄军守军。9月18日德军占领维尔纽斯，并在地形有利处构筑防线。8月6日，兴登堡指挥下的德军在进攻奥索维茨要塞时使用了氯气。俄军最终于8月18日自毁要塞并撤退。
10月，兴登堡将司令部迁至考纳斯。当时他负责的俄国占领区面积达108,800平方公里（42,000平方英里），居民约三百万。驻军在东部边境构筑防御工事，鲁登道夫则“以其强硬手段”主政民政，组织强制劳役修复战损，并向德国输送有用资源（如猪只）。兴登堡的一位女婿——一名后备军官与法律专家——加入其幕僚团，负责编写新法律体系。波罗的海德裔贵族在其庄园款待兴登堡，他亦于其狩猎园中打猎。
兴登堡日后评价1915年德军东线作战为“令人不满”。在其回忆录中写道：“俄国这头熊从我们指缝中溜走了”，而撤出波兰突出部虽大大缩短了德军战线。反观胜利的法尔肯海因则认为：“俄军因连番打击已元气大伤，未来无需再被视为严重威胁”。俄军也撤换总司令尼古拉·尼古拉耶维奇大公——一位为兴登堡所敬重的指挥官——由沙皇本人接任。

### 1916年

#### 布鲁西洛夫攻势

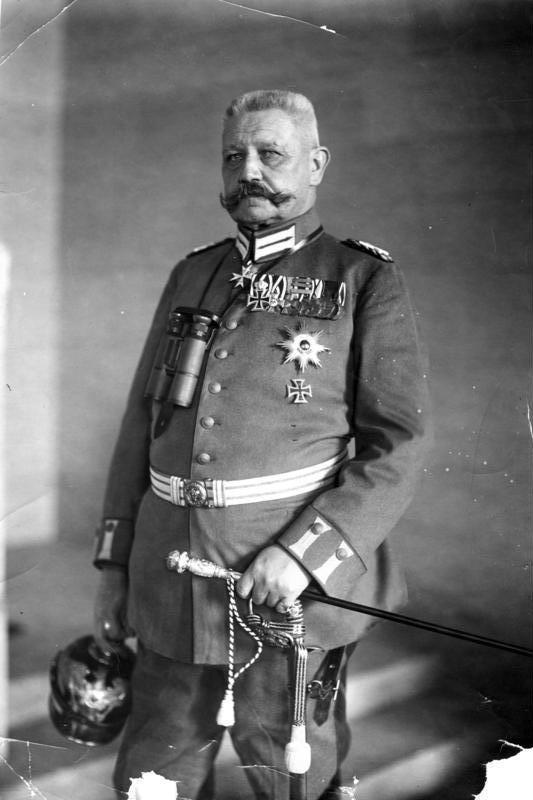
1916年的兴登堡

1916年春，东线对中欧同盟国而言发生了一场军事灾难，使得德国自此几乎独自承担战事直到战争结束。6月4日，俄军在今乌克兰西部长达480 km（300 mi）的西南战线发动了布鲁西洛夫攻势。在接下来的猛攻中，由阿列克谢·布鲁西洛夫将军指挥的四支俄军突破奥匈军坚信固若金汤的壕沟防线。突击部队识别出三个薄弱点，并发动主攻。九天内，俄军俘虏逾20万人，缴获200门火炮，并推进至开阔地带。
在兴登堡指挥下，“奥伯·东”（Ober Ost）从低威胁地段抽调兵力紧急补防缺口。鲁登道夫在电话中情绪激动，致使负责军用铁路、曾与鲁登道夫在总参竞争的威廉·格勒纳将军被派来评估其精神状态，最终判断尚属稳定。俄军持续进攻一周，损失8万人，防守方伤亡1.6万人。7月16日俄军进攻里加以西的德军阵地，但最终被击退。回顾此次攻势，兴登堡坦言：若敌方再次发动如此规模与强度的攻势，德军恐将面临“全面崩溃的威胁”。

#### 东线总指挥
俄军在布鲁西洛夫攻势中重创奥匈军后，7月27日奥匈军将其东线兵力（除加利西亚东南方卡尔大公集团军，由汉斯·冯·塞克特任参谋长）交由兴登堡指挥。冯·艾希霍恩将军接任“兴登堡集团军”，而兴登堡与鲁登道夫则乘配有先进通信设备的列车视察新部队。在危机地带，他们编成德奥混合部队，同时向奥匈编制派遣德军军官协助训练。德奥之间亦交换军官以提升整体素质。废弃的布列斯特要塞被整修为新司令部。防线近1,000 km（620 mi），唯一预备队仅为一个骑兵旅及部分炮兵与机枪兵。

#### 同盟国最高统帅

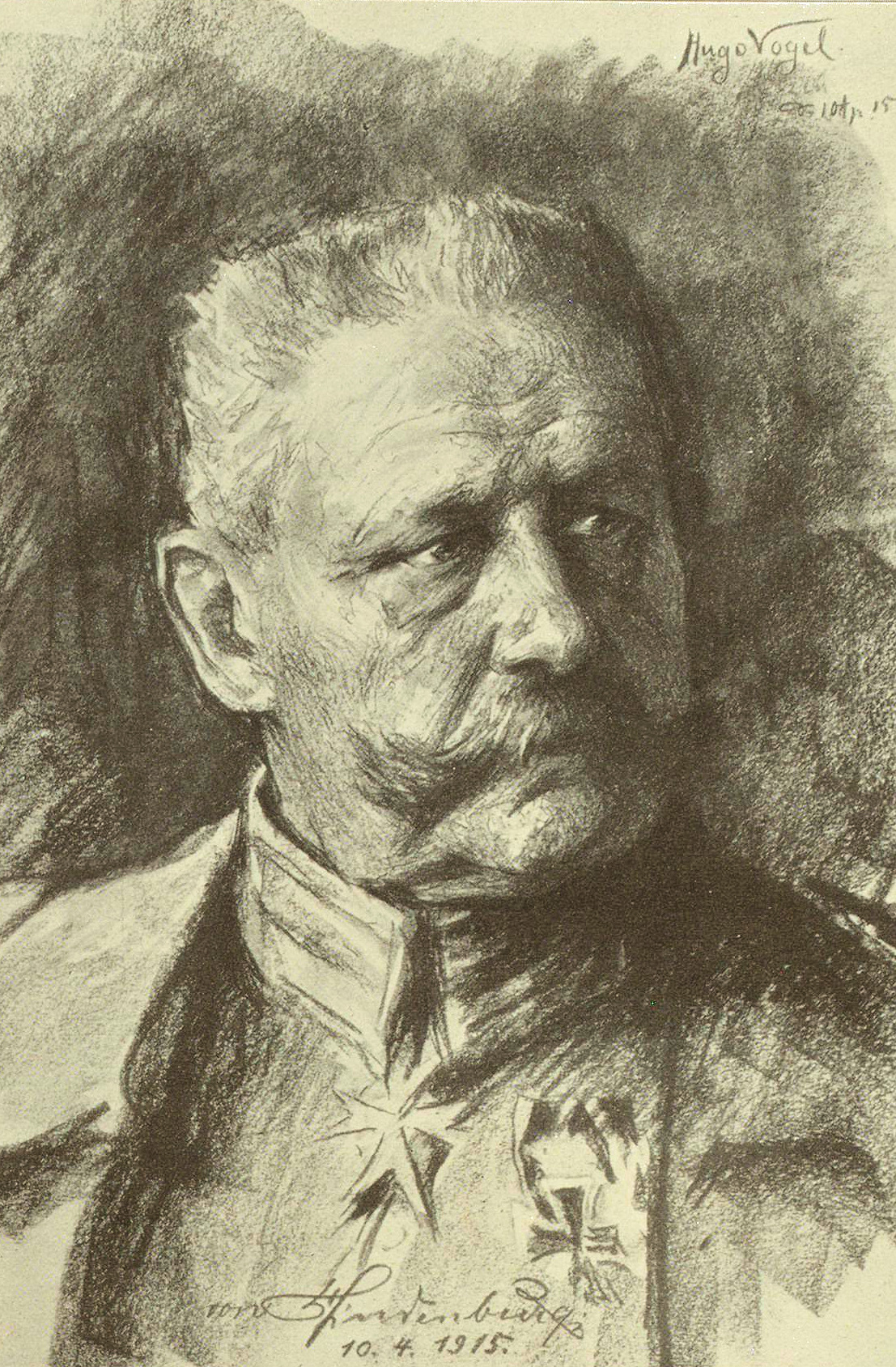
画家雨果·福格尔笔下的兴登堡

在西线，德军在凡尔登战役与索姆河战役中陷入血战，损失惨重。炮兵专家、鲁登道夫好友中校马克斯·鲍尔等高级军官群起反对法尔肯海因，抨击其在凡尔登的“蒸汽碾压式”战术与索姆防御中“一味死守前线”，更因指挥官丢失战壕而遭罢黜。相比之下，德军高层将兴登堡的灵活机动与法尔肯海因的钝重战术形成对比。
转折点出现在法尔肯海因命令保加利亚对协约国在马其顿战线发动破坏性攻势，结果惨败，引发罗马尼亚于8月27日对奥匈宣战，加入战局的65万受训罗军随即入侵特兰西瓦尼亚。此前，法尔肯海因坚持认为罗马尼亚会保持中立。在皇帝商议新统帅人选时，法尔肯海因讽刺道：“元帅阁下若真有意愿与勇气，大可接任。”兴登堡答：“意愿没有，但勇气，我有。”首相贝特曼-霍尔维格支持兴登堡，误以为他会接受温和和谈，却不知其实意在扩张普鲁士势力。
8月29日，兴登堡被召至普什奇纳，被任命为德国总参谋部总长，亦即新一届最高统帅部领导人。鲁登道夫提出对所有决策拥有“共同责任”，兴登堡未表异议。此后大多数命令、公报、通令皆由鲁登道夫签署。东线由巴伐利亚的利奥波德亲王统领，霍夫曼任参谋长。兴登堡同时被任命为中央同盟国总司令，名义上统领600万人。直到战争结束，这一“第三次最高统帅部”体制成为其统治的基础。
英国方面并不看好。海格的情报主任查特里斯将军致信妻子说：“可怜的老兴登堡已经六十四岁了，恐怕干不了什么大事。”反之，德国战争内阁对其迅速决策印象深刻，认为这位“老兴登堡”终结了“凡尔登的愚蠢”，并启动“辉煌”的罗马尼亚征服战。
9月，兴登堡与鲁登道夫视察西线，拜访集团军司令及其参谋，包括巴伐利亚皇太子鲁普雷希特、符腾堡公爵阿尔布雷希特与普鲁士皇太子威廉。三人均配有普鲁士参谋长指挥集团军。鲁普雷希特与阿尔布雷希特获授元帅权杖。兴登堡对众人表示，现阶段必须转守为攻，直到罗马尼亚问题解决，同时需改进防御战术，欢迎提出建议。协约国称之为“兴登堡防线”的第二道防线也随即启动建设。鲁登道夫承诺增拨武器。鲁普雷希特称赞说：“两位真正能干的人终于替代了外行‘法尔肯海因’。”鲍尔赞扬兴登堡“以士兵之眼洞察全局”。

#### 加强防御

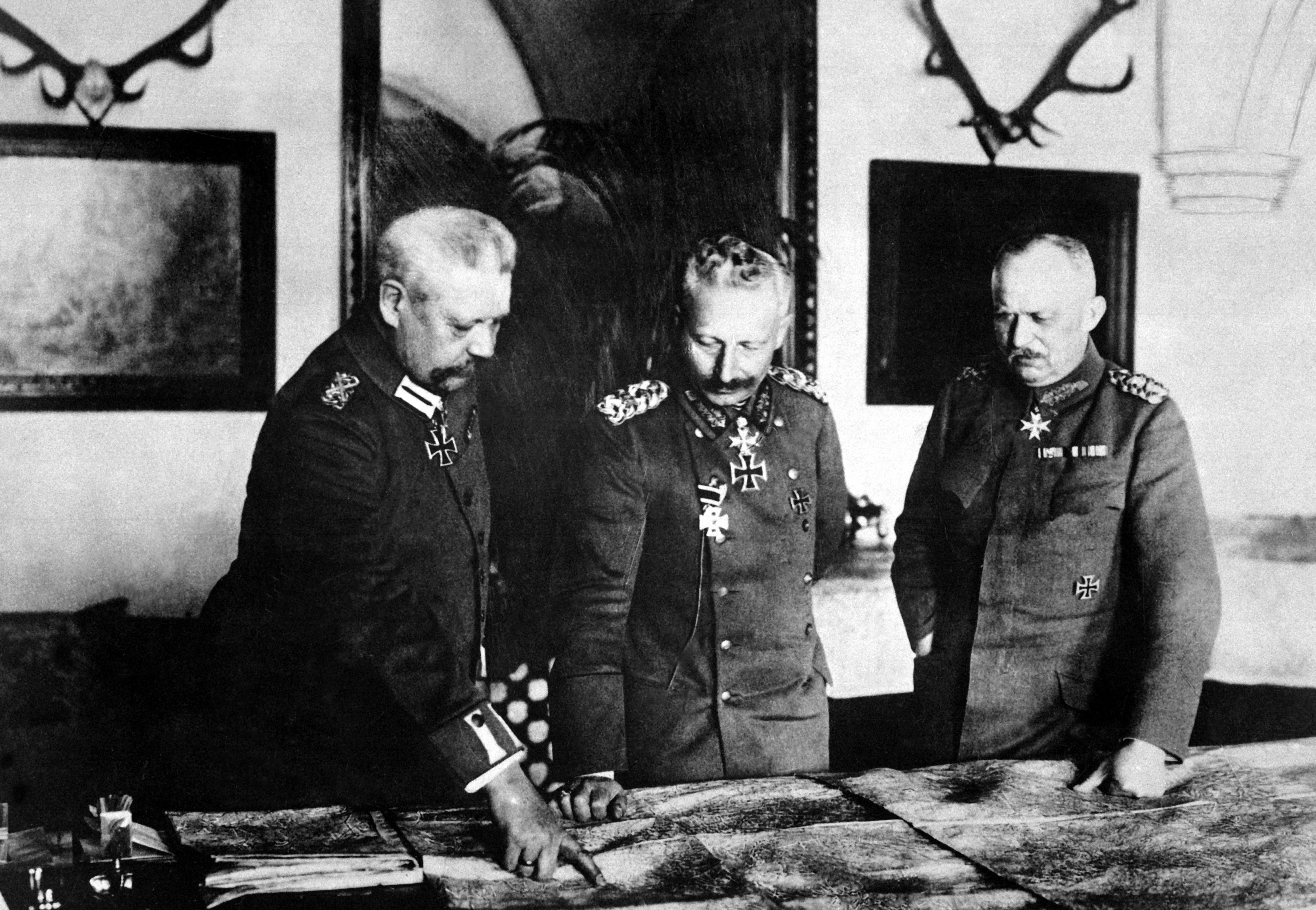
兴登堡、威廉二世与埃里希·鲁登道夫，摄于1917年1月

在兴登堡元帅领导下，德国最高统帅部发布了《防御战教范》，建议减少前线兵力，依靠轻机枪火力。如果敌军攻势过强，允许有组织地后撤。前线防御应布置成：突破的敌军会被已预设射界的机枪与炮兵从侧翼交叉射击歼灭，随后步兵展开反击，而敌方炮兵则因不清楚己方部队位置而“瞎轰”。预备师应部署在防线后方，若被投入战斗，则由原单位指挥。此种“机动防御”战术，日后亦见于二战。为贯彻战法，重新划分职责：前线指挥官掌握增援部队，步兵班编为八人小组，由下士直接指挥，以提升灵活性。
来访的前线军官常获邀与兴登堡交流，后者主动询问困难与建议，尤其关注八人小组，称其为“我们对我军道德与精神力量信心的最佳体现，乃至最基层单位。” 新步兵教范随即发布，涵盖所有军阶，并设立师级指挥学校进行实地演练。炮兵每月还收到新式战术通讯简报。
至1916年末，英军在索姆河的攻势虽持续五个月，但德军伤亡有所减少。兴登堡总结：“敌人在索姆河持续而顽强的战斗中，迫使我军在约25英里正面后退约6英里。” 德军通过缩编步兵营规模增设13个新师，并为各师设立炮兵指挥员。西线各团亦组建由最健壮、最具攻击性的士兵组成的突击队。中将恩斯特·冯·赫普纳接掌空军与防空军，齐柏林飞艇划归海军；大部分骑兵部队改为步兵，炮兵也获得急需的马匹。
10月，法国将军菲利普·贝当在凡尔登展开一系列有限攻势，每次都以密集炮击开路，由罗贝尔·尼韦尔指挥火力协调。随后双重滚动弹幕引导步兵推进至德军第一道阵地，在其中防御并反击德军反扑。通过“蚕食”战术，到12月中旬，法军已收复德军高代价攻占的全部阵地。尼韦尔被任命为法国陆军总司令。

#### 总部日常
兴登堡的OHL工作日始于上午9点，与鲁登道夫讨论报告，通常迅速达成共识。 然后鲁登道夫分派任务给约40名幕僚军官，而兴登堡则外出散步沉思或与访客交谈。之后再次与鲁登道夫会晤，听取部门主管报告、会见来宾并处理函电。中午，由鲁登道夫向皇帝汇报战况；若遇重大决策则由兴登堡亲自出面。午餐与亲信幕僚共进，其中包括其女婿——一位陆军军官。 晚上8点，兴登堡与各级幕僚、来访贵族、盟国政要、企业家与科学家共进晚餐，之后分组闲谈。 晚上9点半，鲁登道夫宣布结束晚宴，众人回返工作岗位。简报军官总结当日信息后，兴登堡可能与鲁登道夫再议，然后就寝。

#### 兴登堡计划
兴登堡领导下的“第三次最高统帅部”制定一项宏大军工生产计划，即“兴登堡计划”，由格勒纳将军在战争部主导。重点目标包括新型轻机枪、改良火炮与机动车运输系统，但不包括坦克——认为其易受炮击摧毁。为提高产能，德军释放一百万士兵回国从工。 实现全面战争的目标下，最高统帅部建议15至60岁德国男女皆应登记服役。兴登堡提议关闭大学（除医学院），防止女性填补学额；倡议禁用避孕工具、对单身男士征税，以提高生育率。 当筹建波兰军队时，他还要求排除犹太人。但多数建议未被采纳。正如海军上将穆勒观察：“老兴登堡和鲁登道夫都不是政治家，而后者更是急躁之人。” 例如，最终通过的国民服役法中就未纳入女性，因为实际求职女性已多于职位空缺。

#### 指挥范围
1916年11月21日，奥匈皇帝弗朗茨·约瑟夫一世去世，兴登堡与其继任者卡尔一世会面，后者坦率表示希望停战。兴登堡的东线战线自波罗的海延伸至黑海，覆盖今日波罗的海国家、乌克兰与罗马尼亚。意大利战线自瑞士边界西端至威尼斯以东的亚得里亚海。马其顿战线沿希腊边境，从亚得里亚延伸至爱琴海。
俄军与奥斯曼军队之间的高加索战线则延伸自黑海至里海沿高加索山脉，兴登堡曾劝奥斯曼将军冬季前撤离山地阵地，但被拒。他在回忆录中指责奥斯曼帝国此举是为执行“亚美尼亚种族灭绝政策”。
巴勒斯坦战线自地中海延伸至死海南端，守卫巴格达的部队则以底格里斯河为翼。西线自比利时南下，至拉昂附近转东，穿越凡尔登，再转南止于瑞士边界。德国在非洲残余殖民地已超出其直接控制。1917年10月，企图以齐柏林飞艇补给东非的计划亦告失败。中央同盟国处于被包围状态且寡不敌众。

### 1917年

#### 武器扩充与无限制潜艇战

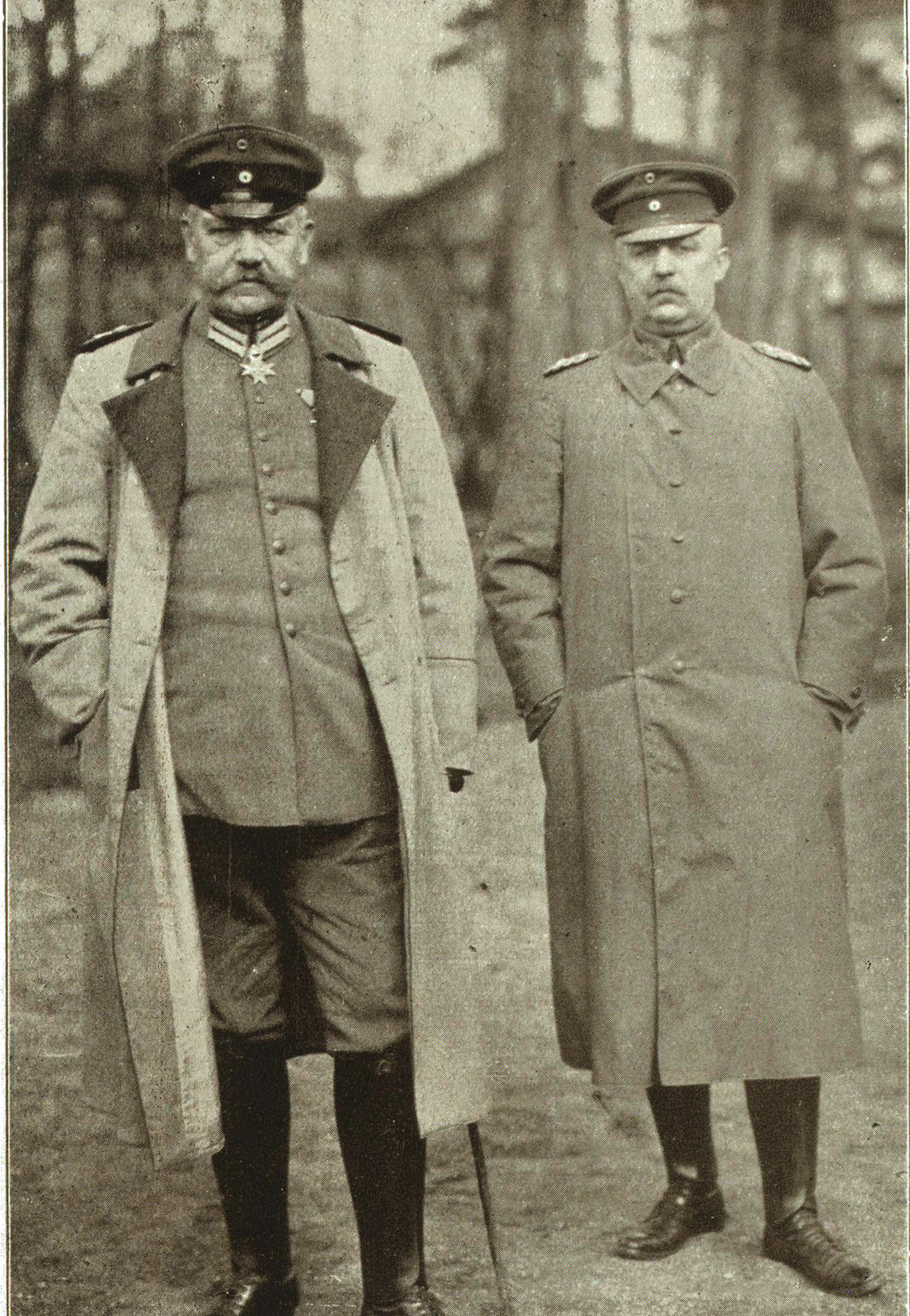
兴登堡元帅与鲁登道夫将军，摄于1917年。他们的搭档构成了战时支配德国的军事独裁核心

至1917年第二季度，兴登堡与鲁登道夫已能集结额外的68万兵力，组成53个新师，并为其配发充足的轻机枪。野战炮从5300门增至6700门，重炮从3700门增至4340门。他们透过“爱国教育”讲座与电影激发士气，旨在“确保持续斗争，不容动摇者、怯懦者与怨声载道之人动摇军心”。
与此同时，为防止兵力集结完成前遭到袭击，新军事领导层发动无限制潜艇战，攻击协约国航运，声称能在六个月内击败英国。总理贝特曼·霍尔维格及其盟友反对此策略，担心将美国与其他中立国卷入战事。在确保荷兰与丹麦边界安全后，兴登堡宣布无限制潜艇战势在必行，鲁登道夫亦支持此举。1月9日，总理被迫屈服于他们不理性的军事判断。
OHL（最高统帅部）西迁至德西南部温泉小镇巴特克罗伊茨纳赫，该地处主铁路线上。皇帝驻于温泉疗养所，参谋部设于橙园宫，其余人员驻于旅馆建筑。2月，西线新增第三集团军，负责阿尔萨斯-洛林地段，由符腾堡大公阿尔布雷希特指挥。部分东线精锐师与西线战力较弱师对调。自上一年灾败以来，俄国步兵几无战意，3月二月革命爆发。中欧同盟国却未乘虚而入；兴登堡担忧入侵将唤起如1812年法国入侵俄国那般的民族抵抗精神。

#### 大撤退与西线防御
西线方面，第三次OHL认为德军在索姆河谷地与拉昂之间形成的巨大突出部极易遭受钳形攻击，正为法军计划所指向。新构筑的“兴登堡防线”穿过该突出部底部。于是3月16日，兴登堡批准阿尔贝里希行动，命令德军将所有健全居民与可移动物资撤出至该线。撤退过程中，德军摧毁所有建筑、夷平道路桥梁、砍伐树木、污染水井并焚烧可燃物。历时39天，德军从约2,590平方公里（1000平方英里）区域撤离，面积超自1914年起协约国所有攻势所获之总和。 谨慎推进的协约军还需应对遗留地雷与陷阱，有些一月后仍会引爆。新防线“兴登堡线”较原防线缩短42 km（26 mi），释放14个德军师可供调配。
4月9日，英军在阿拉斯发动进攻，突破两道德军防线，并在维米岭战役中由加军完全占领维米岭。对此，情绪激动的鲁登道夫陷入慌乱，兴登堡据称握住他手安慰道：“我们共同度过过比今天更危急的时刻。” 英军试图扩大战果，发动徒劳的骑兵冲锋，随后未进一步推进。战后调查显示，英军成功部分原因在于第六集团军司令路德维希·冯·法尔肯豪森未有效执行“纵深防御”指令，预备队部署过于靠后。 因此，法尔肯豪森及数名幕僚被革职。

#### 东线
罗曼诺夫王朝垮台后，俄国由亚历山大·克伦斯基领导的新革命政府继续参战。7月1日，俄军发动克伦斯基攻势，在加利西亚向奥匈军发起进攻。为反击俄军突破，六个德军师于7月18日展开反攻，撕开俄军防线，自北向南推进至塔尔诺波尔。德军推进有可能合围俄军，迫使其后撤。8月底，中欧同盟军推进至摩尔达维亚边界。
为持续施压并夺取预定领土，兴登堡将兵力北移至重兵防守的里加（今属拉脱维亚），该城以宽阔的德维纳河为天然屏障。9月1日，第8集团军在奥斯卡·冯·胡蒂尔指挥下发起进攻。布鲁赫米勒的炮兵准备包括毒气与烟幕弹，成功将俄军赶出河东岸。德军以驳船强渡并搭桥推进，直逼波罗的海沿岸，包围里加突出部守军。随后，德军与海军联合发起海湾战役，占领萨雷马岛及两座小岛。
十月革命爆发后，俄国退出战争，并于12月16日签署停战协议。

#### 国会和平决议

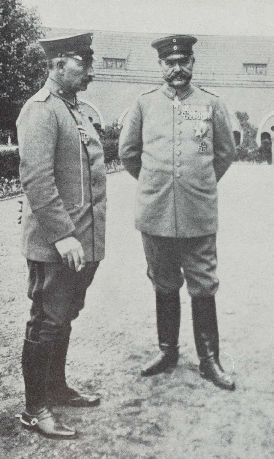
德国皇帝威廉二世与兴登堡

兴登堡厌恶总理贝特曼·霍尔维格，因其反对无限制潜艇战。7月，德国国会辩论一项国会和平决议，主张“不予领土兼并或赔款”的和平。上校鲍尔与皇太子急赴柏林阻止该议案。战争部长劝说兴登堡与鲁登道夫前往干预，但皇帝却告知二人：“他们无权出现在柏林，应立刻返回司令部，从事他们真正应做的事务。”
7月12日，鲁登道夫致信皇帝威胁辞职，兴登堡也加入施压，但皇帝未接受二人辞呈。当时国会多数党派已认为贝特曼·霍尔维格已不适合主导和平谈判，理由为其任期太长且对最高统帅部太过软弱。最终，贝特曼自愿辞职。鲁登道夫与鲍尔曾试图推动由独裁者接替皇帝与总理，但兴登堡拒绝此提议。
7月19日，国会通过决议，呼吁“建立在谅解基础上的和平，不通过武力取得领土，也不损害任何国家的政治、经济或财政完整性”。新任总理格奥尔格·米夏埃利斯表示同意“加以解释”。因而，该政策在米夏埃利斯任内实际名存实亡。
此决议于8月成为外交工具。当时教皇本笃十五世呼吁和平，德国回应即引用此议案来回避如比利时未来地位等敏感问题。军工界则反对格勒纳提出的超额利润税及工人参与管理的主张。鲁登道夫随即以电报解除了格勒纳职务，并将其调任一线师指挥官。
兴登堡70岁寿辰受到全国隆重庆祝，10月2日被定为全国公共假日，此荣耀此前仅授予皇帝本人。 兴登堡在寿辰宣言中写道：
在上帝的帮助下，我们德国力量抗住了敌人猛烈攻势，因为我们团结一致，因为每个人都甘愿为国奉献。至死方休，皆应如此！“众人同谢我主上帝！”——在血染战场上。切莫思虑战后之事！这只会令我军士气低落，助敌士气高涨。相信德国必将获得长久安全之所需，相信德国橡树必能获得自由生长所需的阳光与空气。肌肉紧绷，神经如钢，目视前方！我们的目标就在前方：一个被尊崇、自由、伟大的德国！上帝与我们同在，直到胜利！"

#### 意大利战役胜利
巴伐利亚山地战专家康拉德·克拉夫特·冯·德尔门辛根前往意大利评估奥匈防御，发现情况堪忧。其后他勘察一处进攻点位。兴登堡遂组建“第14集团军”，由奥托·冯·贝洛指挥，编入十个奥匈师与七个德军师，并配足空军争夺制空权。攻击部队秘密进入索查河谷地对面山地，于夜间发起卡波雷托战役。突袭开始时，敌军壕沟突遭894门简易迫击炮同时释放毒气，致使意军在防毒面具失效前即弃阵逃逸。随后火炮数小时内猛击赶来增援的意军部队。攻击部队轻松越过几近空无的防线并穿越隘口，山地部队则清剿两翼高地。意军仓皇西逃，未能及时包围。协约国各部急赴意大利，于皮亚韦河防线组织新防御。
贝洛集团军之后解散，德军师调回西线。而10月在西线，贝当策划一场小规模攻势：六天密集炮击摧毁地面但保留通道，使68辆坦克在拉绍高地开辟道路、带领步兵推进拉昂南方，最终迫使德军撤离整座高地——法国陆军已重振旗鼓。

#### 布列斯特-立托夫斯克条约
在与俄罗斯苏维埃联邦社会主义共和国的谈判中，兴登堡欲保留中欧同盟所占俄属领土，由德国大公统治库尔兰与立陶宛，并吞并大片波兰土地。外交部长理查德·冯·屈尔曼反对此图谋，劝皇帝听取东线参谋长马克斯·霍夫曼意见。霍夫曼本不愿参与，但奉命后指出：强行吞并大量斯拉夫人并非明智，仅需部分波兰地区以利防御。
鲁登道夫愤怒皇帝竟听从下属意见，而兴登堡亦抱怨：“皇帝在攸关生死之事上无视我们的意见。” 皇帝随后收回成命，但未批准撤职霍夫曼——他甚至未在兴登堡回忆录中被提及。
当苏俄拒绝接受布列斯特-立托夫斯克条约条件后，德军撕毁停战协议，一周内展开铁拳行动，占领波罗的海国家、白俄罗斯与已签独立条约的乌克兰人民共和国。随后俄国亦被迫签约。兴登堡也在1918年7月协助逼迫屈尔曼辞职。

### 1918年
1918年1月，超过50万工人罢工，要求“无兼并的和平”。罢工在领袖被捕、劳工媒体被封禁、后备役罢工者被征召现役，以及七大工业集团被军事接管（其员工由此被置于戒严状态）后迅速瓦解。 1月16日，兴登堡要求撤换皇帝民事内阁首长冯·瓦伦蒂尼伯爵。皇帝反感，回应道：“我不需要你的父亲式忠告”， 但仍罢黜了这位老友。
德国无法提出可信的和平建议，因为OHL坚持控制比利时并保留法国煤矿区。此时所有中欧同盟国的城市都濒临饥荒，军队配给严重不足。兴登堡承认：“空腹会抹杀一切崇高的冲动，使人变得冷漠。” 他将盟国的饥饿归咎于组织与运输不善，却未意识到只要德国有效收割粮食并合理分配，本国就能解决粮荒问题。

#### 西线决战

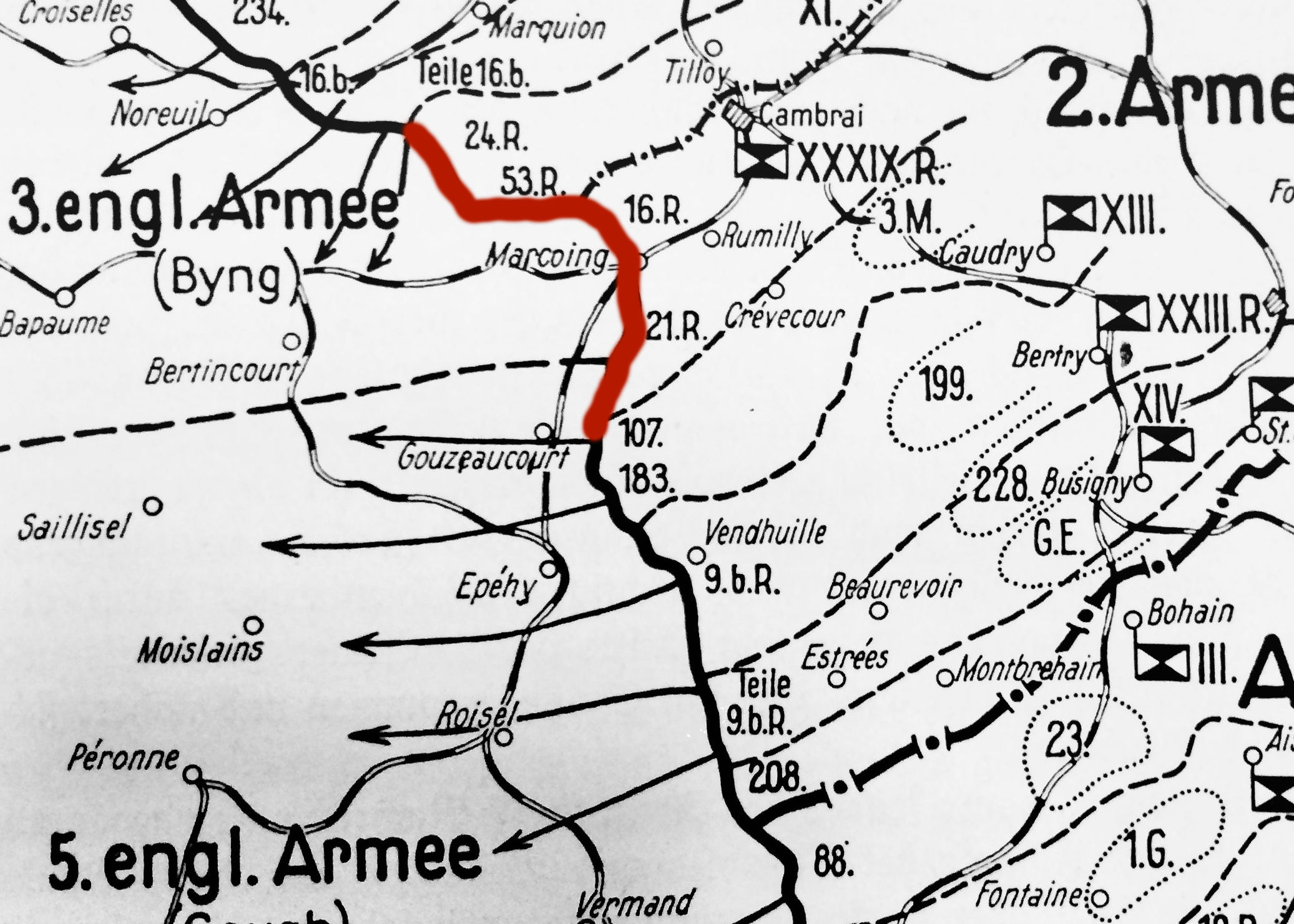
“迈克尔攻势”计划图，红色区域为未正面进攻的英军防线，德军计划从两翼包围守军。

德军此时部署于芬兰内战、波罗的海地区、波兰、白俄罗斯、乌克兰、大半个罗马尼亚、克里米亚，甚至在乌克兰东部向东延伸至接近伏尔加河并南抵格鲁吉亚与亚美尼亚的突出部。数十万人被用于守备与维稳。此外德军亦驻马其顿与巴勒斯坦，后者正面临英军北上威胁；法尔肯海因被奥托·利曼·冯·桑德斯取代，后者曾指挥加里波利战役。兴登堡要求这些战线暂稳，以便德国于西线取胜，当时西线德军兵力已超协约国。他坚信敌人虽资源远胜，但仍可被战场击败。
德军进攻战术依敌防御调整。协约国开始采用纵深防御，兴登堡决定进攻英军——因其不如法军善战。决定性打击将部署于法兰德斯莱斯河一线，由葡萄牙军队防守。但冬季泥泞令进攻推迟至4月。因此首次进攻“迈克尔行动”选择南线——圣康坦附近英军突出部，计划于其两翼实施重点突破（schwerpunkte），以重拳包围英第五军，以此展现德军压倒性实力。
自东线调回部队与将领如奥斯卡·冯·胡蒂尔。2月1日，西线新建高尔维茨集团军。四分之一西线师团被指定为进攻部队。为对抗弹性防御，冬季期间这些部队接受为期四周的渗透战训练。 冲锋部队将穿越敌防线薄弱处深入战区，绕过据点，由后续迫击炮、火焰喷射器与人力牵引火炮清剿。为保密，炮兵夜间就位，伪装掩护；D日前英侦察机行动自由。火炮不开先导试射，而由布鲁赫米勒设立的“地图射击”系统控制精确打击，集中使用毒气弹，制造持续毒云。D日当天，空军将压制敌点并向指挥部实时汇报进展。地面用信号灯通讯。总部移近前线并随攻势推进前出至预设阵地。OHL迁至比利时斯帕，而兴登堡与鲁登道夫驻法军占领地阿韦讷，勾起他41年前法战旧忆。

#### 突破堑壕僵局
米夏耶爾作戰于3月21日发动。首日报告尚不明朗，但第二天德军确认已突破部分敌方炮兵防线。由于英军第五军坚强抵抗，使其得以从目标突出部撤出，德军合围计划未能实现。第四日，德军已进入开阔地带。皇帝提前庆祝，授予兴登堡铁十字大勋章，该勋章最早为嘉奖布吕歇尔所设。
如往常般，兴登堡根据战况设定阶段性目标。突出部南侧，德军几乎击溃英第五集团军，于是西推进图切断法英军之间联系。然而推进缓慢——战场地形破碎，前一年德军撤退时曾将地面夷为废墟，部队途中还停留掠夺食物与衣物；协约军防线机动灵活，依靠铁路与汽车运输不断补员。兴登堡本欲迫近亚眠以重炮轰击其铁路枢纽，但最终在推进65 km（40 mi）后遭遏止。他亦期望炮击巴黎（由120 km（75 mi）外以铁路搭载海军火炮实施）能击溃法军士气，然他低估了法国人韧性。
协约国统帅部震惊。法军总部承认：“此役清楚显示敌军掌握一种新式战争方式……更严重的是，人们意识到敌人之优势源自训练，而非临时应变。”
“迈克尔攻势”拖延并削弱了原计划中于法兰德斯的次轮进攻。德军再次突破，击溃葡萄牙军，逼退英军，夺回1917年血战所得阵地。但法军支援帮助英军守住德军目标——铁路枢纽哈兹布鲁克。为牵制法军，德军在埃纳河发起进攻，此处正是去年尼韦尔攻势发动点。此次成功耀眼，守军阵地笼罩于迫击炮发射毒气云中。几小时内，德军收复法军数周苦战所得地，进军香槟平原，直逼马恩河，后因补给需求而停止。
但此期间，德军已损失近97.8万人，且皆为主力精锐。协约国兵力则因美军加入而不断增强。德军战马饥饿近极，前线士兵饥寒交迫。一份英军宣传传单列出战俘伙食，极具煽动性。德军士兵对军官伙食优渥心生不满；鲁登道夫在回忆录中用六页为军官口粮与津贴辩护。
进攻后生还部队原需六周修整，但此时主力被迫频繁再战。大量士兵滞留后方逃避战事。为取胜，兴登堡决定扩大指向巴黎的突出部，诱敌从法兰德斯调兵防守。对古罗所部法军第4集团军的攻势遵循既有战术框架，但遭遇伪装弹性防御，于法军主抗线遭迎头痛击。
兴登堡仍企图于法兰德斯发起决战攻势。但未及德军实施，法军与美军率轻坦克猛攻马恩河德军右翼。德军抵抗无力，战局已失。兴登堡改采守势，德军逐一撤出各突出部，运走伤员与物资，转入更短防线。兴登堡希望稳住战线，待敌接受谈判条件。

#### 魯登道夫崩溃

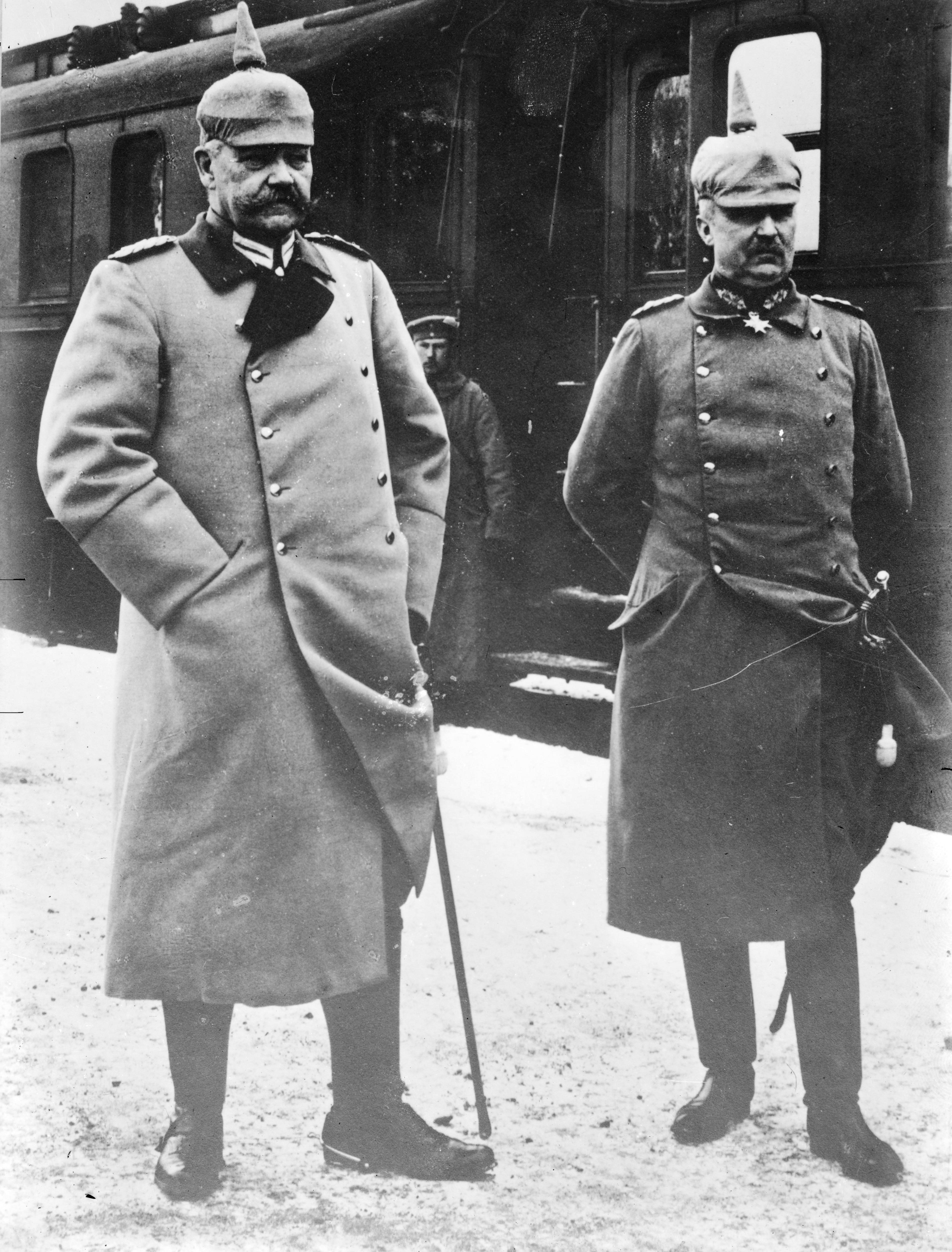
1918年，兴登堡与鲁登道夫

马恩河败退后，鲁登道夫情绪崩溃，常当众歇斯底里下令，甚至落泪。7月19日晚餐时，他对兴登堡一项建议大喊：“我已经说过这不可能！”——兴登堡便将他从房间带走。
8月8日，英军在亚眠突然发起协调有序攻势，重创德军防线。最令人震惊的是，部分德军指挥官投降部队，增援部队抵达前线后遭嘲讽为“战争延长者”。鲁登道夫称亚眠为“德军史上黑暗之日”。
鲍尔等人要求撤换鲁登道夫，但兴登堡仍力挺老友，自述：“多少强者为军人使命所耗尽。” 一位友人兼医生劝鲁登道夫暂离总部疗养。（此事未见于兴登堡或鲁登道夫之回忆录。）
8月12日，“冯·本集团军”设立，用以稳固索姆地区防线。9月29日，兴登堡与鲁登道夫向震惊的皇帝通报战争已无法取胜，需立即停战。

#### 战败与革命
新任总理巴登的马克西米连亲王开始与美国总统伍德罗·威尔逊展开谈判，后者仅愿意与一个民主化的德国政府交涉。马克西米连亲王向皇帝表示，若不罢免鲁登道夫，他将辞职，但兴登堡必须留任，以维系军队团结。10月26日，皇帝训斥鲁登道夫后简短地接受了其辞呈——但拒绝接受兴登堡的辞职。 事后，鲁登道夫拒绝与兴登堡共乘座车。 马克斯·鲍尔上校被强制退役。兴登堡随即任命威廉·格勒纳接替鲁登道夫职务。
德国正在失去其盟友。6月，奥匈帝国于意大利发起皮亚韦河第二次会战，但被协约国击退。10月24日，意大利军队发动维托里奥·维内托战役，几日激战后，奥军防线彻底崩溃，原因在于帝国诸民族军队叛逃及饥饿严重：第六集团军士兵体重平均仅120磅（54）。 10月14日，奥匈帝国请求与意大利停战，但战斗仍持续。
9月，协约国与希腊盟军于马其顿发起瓦尔达尔攻势。保加利亚乞求德国派兵支援，但兴登堡无兵可调。保加利亚士兵大规模逃亡回国，打开通往君士坦丁堡的通道。奥匈军被塞尔维亚、阿尔巴尼亚与黑山解放后，于11月3日签署停战协议。奥斯曼帝国此时兵力过于分散，一方面试图在叙利亚防御英军与阿拉伯人，另一方面又趁俄国崩溃向高加索推进，尽管兴登堡曾劝其固守既得领土。9月，英军与阿拉伯部队于米吉多突破防线，占领大马士革。10月30日，奥斯曼帝国签署慕德罗斯停战协定。
10月23日，威尔逊发布外交照会，间接要求皇帝退位，指出美国只愿与“德国人民的代表”而非君主交涉。皇帝坚决拒绝退位，希望亲率部队返回柏林应对骚乱。
一周后，海军上将弗朗茨·冯·希佩尔与赖因哈德·舍尔未获授权，计划发动德国舰队决战。基尔兵变爆发，水兵成立工兵委员会，革命迅速蔓延全国，爆发德国十一月革命。
11月8日，兴登堡与皇帝在斯帕会见39位团级军官，简报战况并接受质询。兴登堡离席后，格勒纳单独请军官私下回答两个问题：其部队是否仍愿追随皇帝。答复明确：军队不会支持皇帝。
皇帝随后表示愿意退位，但并未立即执行。然而在柏林，马克西米连亲王已公开宣布皇帝退位及本人辞职，并宣布德国社会民主党领袖弗里德里希·艾伯特出任新任总理。
帝国几乎不流血地瓦解。当晚，艾伯特–格勒纳协议确立：格勒纳致电其熟识的艾伯特，承诺军方将支持新政府，包括对抗左翼革命者的武装力量；作为交换，艾伯特保证军队指挥权继续保留于军官集团手中。兴登堡仍留任OHL首脑，负责军队有序撤军。

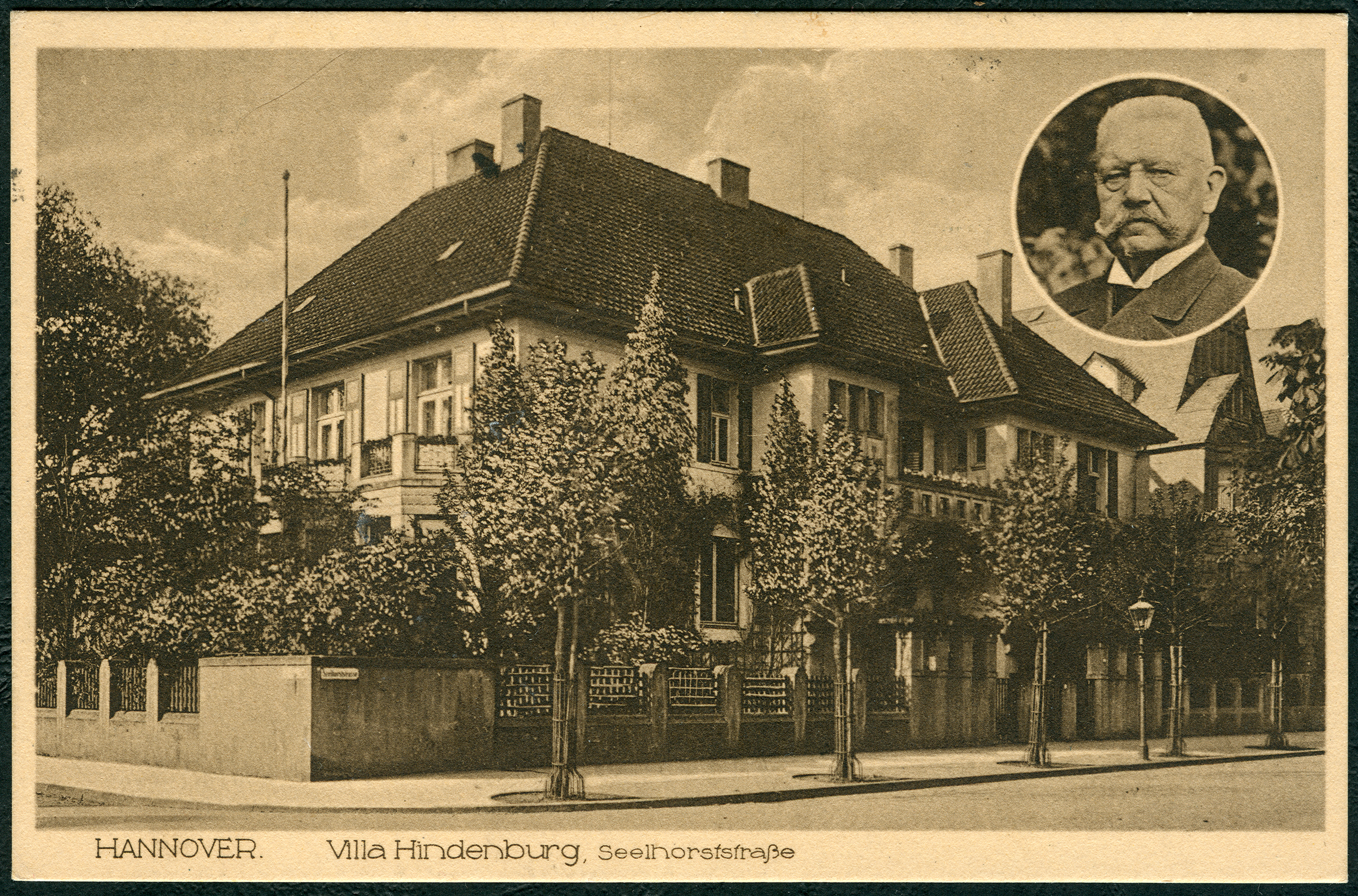
兴登堡在汉诺威的别墅

根据1918年11月11日停战协定，所有德军需在14天内撤离比利时、法国与阿尔萨斯-洛林，并在30天内全部退至莱茵河东岸，逾期者视为战俘。当斯帕的士兵委员会7人代表团抵达OHL时，一位中校礼貌接待，承认其领导地位。讨论归程问题时，该官员将其带至地图室，讲解道路分配、部队出发排程、驻地安排与补给机制。委员会最终同意由现有指挥部继续安排。
为监督撤退，OHL从比利时迁至德国卡塞尔，不确定革命者对其态度。到达后，当地工兵委员会主席热烈欢迎：“兴登堡属于德意志民族。” 幕僚原安排他入住皇帝位于威廉山的行宫，兴登堡因未经皇帝许可拒绝入住，选择普通旅店，以此安抚君主派与革命群众。在西线，125万官兵与50万匹战马如期归国。
兴登堡不愿让军队参与政府对左翼敌人的镇压。军方改为支持独立自由军团（仿照拿破仑战争时代的非正规部队），为其提供武器与装备。 1919年2月，OHL迁往科尔贝格，准备对抗接近的苏军。但协约国占领当局加以制止，并于5月命令所有德国部队撤出东部。1919年6月25日，兴登堡再次退役，返回汉诺威，入住市政府赠予的豪华新别墅，尽管他“打输了有史以来最伟大的战争”。

## 魏玛共和国总统
魏玛共和国首任总统德国社会民主党的弗里德里希·艾伯特於1925年去世。退休在汉诺威的兴登堡原本以健康原因为由拒绝竞选公职参加政治，但阿爾弗雷德·馮·鐵必制呼应右翼政党的請求，经沃尔特·冯·考德尔撮合，亲赴兴登堡家中劝说他出山参加竞选总统。让兴登堡认为由于自己对国家的义务应该決定参选，且不是出于君主主义或保皇派的立场，因此他也没有像1920年出现关于让自己竞选公职的讨论时那样咨询住在荷兰多恩之家的威廉二世的意见。最终参加4月1925年德国总统选举第二轮投票的兴登堡被选为下一任總統，5月12日宣誓就职。虽然兴登堡是一个保皇党人，对魏玛共和国持怀疑态度，他依然按宪法执行他的责任，直到1930年。

### 总统内阁的开始
1930年，兴登堡不经议会委任海因里希·布吕宁为内阁总理，开始讓共和國的國家體制偏向总统制，内阁总理只向聯邦大總統负责，不向议会负责，總統的權力不再是象徵。由于当时议会内所有包括德国社会民主党等党派为了防止阿道夫·希特勒成为德国总统而一起支持兴登堡，因此兴登堡得以连任总统，但这也使他受到右翼的质疑，最后令兴登堡采取了偏向右翼的行动，包括布吕宁之后的辞职和帕彭的继任。
这体现在1932年德国总统选举前空前混乱的2月23日第57次国会会议上，经纳粹党议员约瑟夫·戈培尔挑起，他本人的角色成为了演变为激烈骂战的辩论攻防的主要话题。

### 从帕彭到希特勒
1932年的兩次國會选举结束后，兴登堡越来越依靠右翼盟友控制局勢。这些人中包括庫爾特·馮·施萊謝爾中将和弗朗茨·馮·帕彭。这群人希望帕彭的政策能更偏右翼，而劝兴登堡解雇布吕宁，提名帕彭为总理。最后施莱谢尔本人也繼帕彭之後被委任为总理，施莱谢尔试图将纳粹党中的左派格里哥·斯特拉瑟等人拉过来，但没有成功。
在1927年，身为总统的兴登堡曾由同乡的容克老友、老派保守人士埃拉德·冯·奥尔登堡通过向工商界求得捐赠，购得并赠予兴登堡被称为诺伊德克别墅的庄园地产。这处地产原先是兴登堡家族庄园，属于兴登堡已逝的兄长，但其遗孀丽娜·冯·兴登堡（Lina von Hindenburg）在1920年代初的经济危机时负债，正是在1927年因窘迫无力支付继承税而被迫出售了家族庄园。最后因为奥尔登堡出手相助，才得以赎回。而兴登堡也是在这个埋葬着父母和祖父母和童年时神往留恋的地方度过了人生的最后一段时光。同年，他的妻子被从汉诺威移葬至此。但通过将产权契据赋予奥斯卡·冯·兴登堡，其中可能存在涉嫌为总统避税的行为，这虽然合法但是依照作为总统的道德标准来看是不符合的。1932年11月27日，鲁登道夫在其创办的周报《鲁登道夫的人民哨塔》进行披露后并指责兴登堡“受身边某些人的影响”（而有说法指掌握了情报的纳粹党参与了事件的曝光），引起了广泛讨论，而遭到一些媒体对其道德的质疑和攻击。最后在国会和政府中也出现了在经济危机的情况下，国家公款可能通过1926年开始的东部援助计划反而流向少数大地主作私用的讨论，并要求对总统本人进行调查。而纳粹党利用这一点，向奥尔登堡并间接向兴登堡透露如果掌权就会保证他们不会被深究责任。1933年7月，希特勒政府颁布了《关于对冯·兴登堡总统免除诺伊德克庄园国家和邦税收的条例》。
虽然兴登堡对纳粹黨反感，但他在1933年1月否决了施萊歇爾解散国会的要求，并在其辭職後任命希特勒为德国总理。在希特勒影響下，国会纵火案后的《保护人民和国家的帝国总统令》，实际上废除魏玛共和国的民主制度，为希特勒的独裁统治铺平道路。

## 逝世

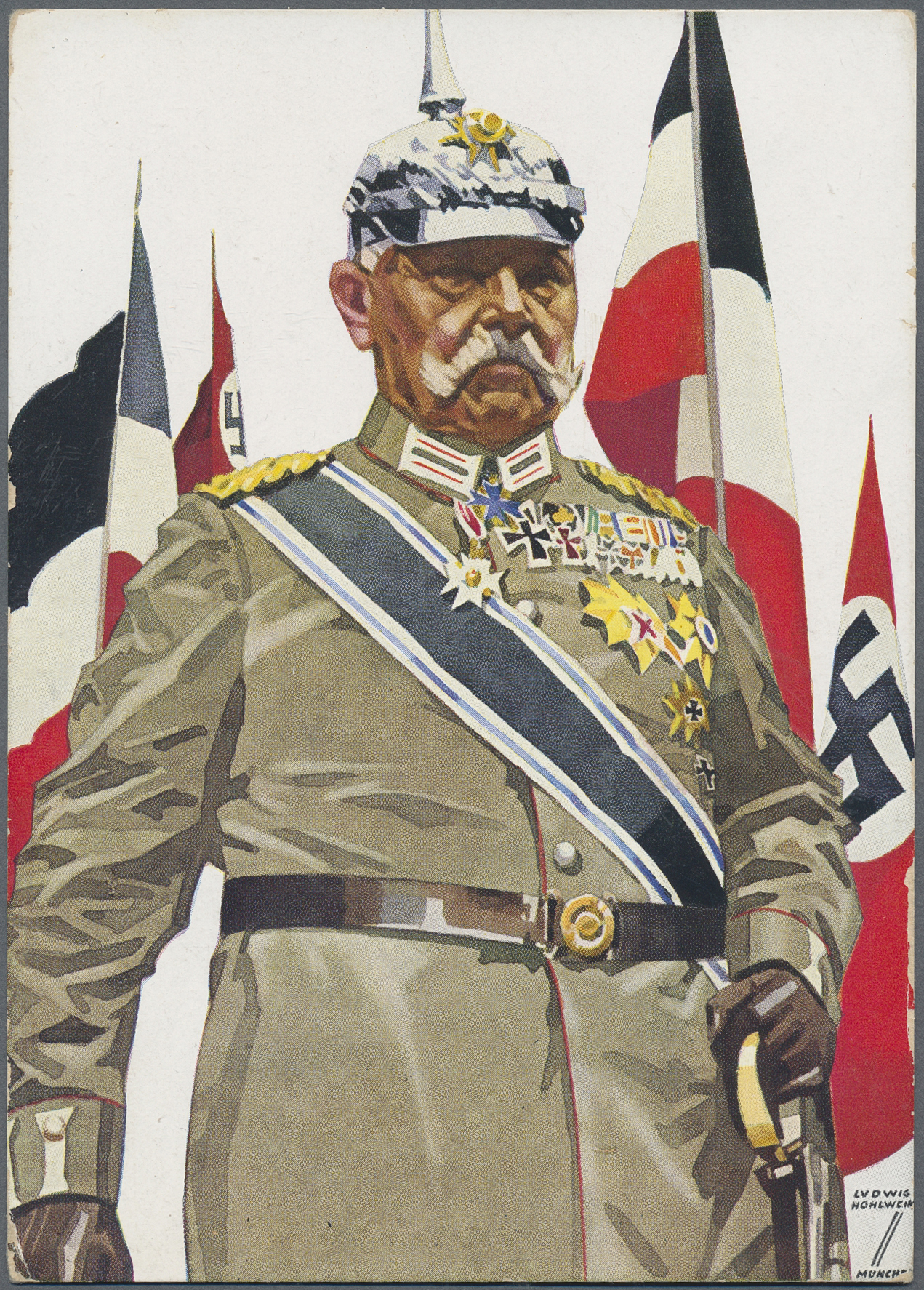
兴登堡在納粹時期的宣傳海報

虽然帕彭周边的弗里茨·冈特·冯·齐尔斯基在其回忆录中描述，在1934年5月兴登堡在和荷兰大使、齐尔斯基的叔父约翰·保罗·范林堡·斯蒂鲁姆通信时，表示在必要时自己仍然可以对纳粹党不断扩大的权力主张以总司令的身份介入，但1934年6月30日长刀之夜时，他已毫无恢复和保证国家法制的能力。在帕彭幕僚的努力下让兴登堡知情后，除了通过维尔纳·冯·勃洛姆堡让希特勒确保被软禁的帕彭性命无虞地得到释放外，他也因无力分辨虚实而置信并肯定了对所谓“罗姆政变”的处理。直到8月2日逝世后，他仍然作为一种符号被纳粹党利用来发挥政治作用，尤其是在短期内通过了1934年德国全民公投等。
我诚心愿滑铁卢旧盟的两方，能在未来成为朋友。而我们不应该有更多战争了。——伊恩·汉密尔顿转述兴登堡向他说的话，1934年2月在柏林归还戈登高地步兵团一战时的八只军乐鼓的仪式上
按其遗愿，兴登堡应该简单地葬在他的庄园上，但希特勒将他葬在他过去战胜俄罗斯的战场的坦能堡纪念碑中。兴登堡的死对希特勒来说，算是消除最后一个使他成为独裁者的障碍。（德國軍隊依舊效忠興登堡直到他逝世）
第二次世界大战末，为了防止他和他夫人的棺材被苏联军队破坏，德国陆军将它们转移到马尔堡。它们至今放在那里的伊丽莎白教堂北钟楼的祈祷阁中，经教会首领决定，不再以灯光照亮。
保罗·冯·兴登堡是柏林（1933-2020）、汉诺威（1915）、代特莫尔德（1917）、明斯特（1933-2012）、法兰克福（1933-2015）、汉堡（1917）、卡塞尔（1919）、卡尔斯鲁厄（1915-2018）、科布伦茨（1917-2020）、吕贝克（1917）、纽伦堡（1932）、波茨坦（1933-2021）、哥達（1917）和茨维考（1933）的名誉市民。由于他与纳粹建立政权的关联，作为象征行为，一些原被授予的称号都被撤销，同时，如被命名为兴登堡大街、兴登堡广场的地名都被更改，这集中在二战后、20世纪末和21世纪10年代后。